# Ranavalona III
Ranavalona III (22 tháng 11 năm 1861 - 23 tháng 5 năm 1917) là vị quân chủ cuối cùng của Vương quốc Madagascar. Bà cai trị từ ngày 30 tháng 7 năm 1883 đến ngày 28 tháng 2 năm 1897 trong một triều đại được đánh dấu bởi những nỗ lực liên tục và cuối cùng là vô ích để chống lại các mưu đồ thuộc địa của chính phủ Pháp. Là một phụ nữ trẻ, bà đã được lựa chọn trong nhiều Andriana đủ điều kiện để kế vị Nữ hoàng Ranavalona II khi bà băng hà. Giống như tất cả các nữ hoàng trước, Ranavalona bước vào một cuộc hôn nhân chính trị với một thành viên của tầng lớp thượng lưu Hova tên Rainilaiarivony, người nắm giữ chức vụ Thủ tướng của Madagascar, chủ yếu là giám sát công việc chính trường của vương quốc và quản lý hoạt động đối ngoại của quốc gia. Ranavalona đã cố gắng để ngăn chặn thực dân bằng cách tăng cường thương mại và quan hệ ngoại giao với Hoa Kỳ và Vương quốc Anh trong suốt triều đại của mình. Các cuộc tấn công của Pháp vào thị trấn cảng ven biển và một cuộc tấn công vào thủ đô Antananarivo cuối cùng dẫn đến việc chiếm giữ hoàng cung vào năm 1895, kết thúc vào chủ quyền và quyền tự trị chính trị của vương quốc kéo dài nhiều thế kỷ.